# Anders Hultgård
Anders Hultgård, född 23 december 1936 i Stettin i Tyskland (nu Szczecin i Polen), är en svensk religionshistoriker och professor.

## Karriär
Anders Hultgård avlade studentexamen i Norrköping 1955, blev filosofie magister i tyska, franska och grekiska 1962, teologie kandidat 1965, teologie doktor 1971 på en avhandling om messianska föreställningar i den tidiga judendomen, docent i religionshistoria 1973, allt vid Uppsala universitet. Han prästvigdes 1973. 
Åren 1970 och 1980 tjänstgjorde han som direktor för Svenska Teologiska Institutet i Jerusalem. Han var professor i nordisk mytologi och religionsvetenskap vid Bergens universitet, Norge 1985–90. Anders Hultgård har varit gästprofessor och föreläst vid flera olika universitet, bland annat University of California, Santa Barbara våren 1990 och London School of Oriental and African studies år 1995. Han utnämndes till professor i religionshistoria med inriktning mot indoeuropeiska religioner vid Uppsala universitet 1995 och blev emeritus 2001. Våren 2000 var han gästprofessor vid Marc Bloch universitetet i Strasbourg. I flera omgångar mellan 1995 och 2001 föreläste han vid École Pratique des Hautes Études. 2007/2008 var Anders Hultgård inbjuden forskare vid Collegium for Advanced Study i Oslo. Hösten 2010 var han gästforskare vid Swedish Collegium for Advanced Study (SCAS).
Han är ledamot av Kungl. Humanistiska Vetenskaps-Samfundet i Uppsala sedan 1997, av Kungl. Gustaf Adolfs Akademien sedan 2001 och av Nathan Söderblom-Sällskapet sedan 1972. Han är också utländsk korresponderande ledamot (correspondant étranger) i Académie des Inscriptions et Belles-Lettres, i Paris, sedan 2004.
År 2021 blev Anders Hultgård jubeldoktor vid Uppsala universitet.

## Forskning
Hultgård har publicerat flera böcker och ett stort antal artiklar och år 2017 kom han ut med boken ”Midgård brinner. Ragnarök i religionshistorisk belysning” (465 sidor) som jämför fornskandinavisk och iransk religion.
Sin forskning har han ägnat åt Europas förkristna religioner, särskilt den fornskandinaviska, och åt Irans gamla religion zoroastrismen. Tidig judendom, hellenistiska religioner och gammal armenisk kultur är andra av hans forskningsområden.

## Familj
Hultgård är son till kyrkoherden i Norrköping Nils Hultgård och hans hustru Britta, född Paulsson. Han är sedan 1965 gift med Ulla-Maj, född Alm, som är botanist, och de har tillsammans fem barn. 